# Chrysogaster macquarti
Chrysogaster macquarti là một loài ruồi trong họ Ruồi giả ong (Syrphidae). Loài này được Loew mô tả khoa học đầu tiên năm 1843. Chrysogaster macquarti phân bố ở vùng Cổ Bắc giới